# ElPozo Murcia FS
ElPozo Murcia Fútbol Sala ist ein spanischer Futsalverein aus Murcia. Der Klub spielt derzeit in der División de Honor de Fútbol Sala, der höchsten Spielklasse des Landes. ElPozo Murcia ist mit fünf spanischen Meistertiteln, sowie vier Pokalsiegen, der zweiterfolgreichste Klub des Landes nach Interviú FS.

## Geschichte
ElPozo Murcia debütierte in der Saison 1989/90 in der ersten spanischen Liga, nachdem man die Lizenz von Cruz Joyita übernommen hatte. Den ersten Titel holte man bereits sechs Jahre nach Gründung, als 1995 der spanische Pokal erobert werden konnte. Der Gewinn der Meisterschaft glückte drei Jahre später, durch einen 3:2 Playoff Sieg im Finale gegen CLM Talavera. Der Aufstieg von ElPozo Murcia zu einer festen Größe im spanischen Futsalsport begann allerdings in der Saison 2001/02 mit der Ankunft des brasilianischen Trainers Eduardo Sao Thiago Lentz „Duda“. Es folgten der Pokalsieg 2003, der Supercup 2006 sowie zwei Meisterschaften in Folge in den Saisons 2005/06 sowie 2006/07. 2008 verlor Murcia das UEFA-Futsal-Pokal Finale gegen Viz-Sinara Jekaterinburg im Penalty-Schießen.

## Erfolge
- Spanische Meisterschaft (5): 1997/98, 2005/06, 2006/07, 2008/09, 2009/10
- Spanischer Pokal (4): 1994/95, 2002/03, 2007/08, 2009/10
- Spanischer Supercup (3): 1995, 2006, 2010
- Copa Ibérica (1): 2006/07